# 曾根田站
曾根田站（日语：／ Soneda eki */?）是位於福島縣福島市曾根田町3番37號，福島交通的飯坂線車站。

## 歷史
- 1924年（大正13年）4月13日 - 福島飯坂電氣軌道 福島站至飯坂站（現時：花水坂站）之間開通。（舊）曾根田站啟用。
- 1942年（昭和17年）12月3日 - 福島電氣鐵道曾根田站（日语：／）啟用[1]。同時，福島站至森合站（現時：美術館圖書館前站）之間的走經變更。於舊線上的曾根田站廢止。
- 1943年（昭和18年）7月17日 - 改名為電鐵福島駅（日语：／）[1]。
- 1962年（昭和37年）9月5日 - 車站改名為曾根田站[1]。
- 2010年（平成22年）11月25日 - 翻新車站大樓。大樓牆身和屋頂的顏色使用了1991年（平成3年）前於鐵路線上行走的5000系車輛（日语：東急5000系電車 (初代)），其車身顏色[2]。

## 車站構造
此站是地面車站，設有1面1線的單式月台。車站大樓位於車站東邊。曾經此站設有1面2線的島式月台，可進行列車交會。靠近車站大樓一方路軌的轉轍器已經撤走，因此不能夠連接本線路軌。站內曾經設有車廠，在1975年遷移至櫻水站。
在早上和黃昏設有車站職員當值。站內設有櫃臺（只限平日早上7:00至10:15，下午03:30至07:00）、乘車站證明票發行機（1台）、候車處、廁所、公共電話、Red House曾根田站店（花店）和自動販賣機（飲品）。廁所內曾經為旱廁。

## 使用狀況
在2010年度的乘車人次為233人。
以下為近年1日平均上落、乘車人次列表：
| 年度   | 1日平均 乘車人次 | 1日平均 上下車人次 |
| ------ | ---------------- | ------------------ |
| 2010年 | 233              |                    |
| 2011年 |                  | 562                |
| 2012年 |                  | 646                |
| 2013年 |                  | 657                |
| 2014年 |                  | 781                |
| 2015年 |                  | 731                |
| 2016年 |                  |                    |
| 2017年 |                  |                    |
| 2018年 |                  | 761                |

## 車站周邊
- 曾根田購物中心（日语：曽根田ショッピングセンター）（愛稱：MAX福島）
  - 設有DAIYU EIGHT（日语：ダイユーエイト） MAX福島店、AEON戲院福島（日语：イオンエンターテイメント）等，設有多間商店的購物中心。舊櫻野百貨店（日语：さくら野百貨店）福島店。
- 峰龜曾根田店（蕎麥麵、創作料理）
- 福島Forum（日语：フォーラムシネマネットワーク）
- 福島曾根田郵局
- 福島市立福島第四小學（日语：福島市立福島第四小学校）
- 福島市消防本部（日语：福島市消防本部）、福島消防署
- 福島市保健福祉中心
- 福島中央郵局（日语：福島中央郵便局）（同時設置了郵貯銀行福島店）
- 獨立行政法人高齡·傷殘·求職者雇用支援機構（日语：高齢・障害・求職者雇用支援機構）福島分部福島職業能力開發促進中心（日语：職業能力開発促進センター）（愛稱：Polytech中心福島）
- 福島製作所
- Yorktown野田
- 東日本旅客鐵道福島綜合運輸區（日语：福島総合運輸区）
- 福島縣道3號福島飯坂線（日语：福島県道3号福島飯坂線）
- 福島縣道310號庭坂福島線（日语：福島県道310号庭坂福島線）
- 國道13號

## 巴士路線
最近的巴士站是在縣道3號上的「曾根田」巴士站。
| 乘車處                | 系統                                     | 主要途經                 | 目的地               | 巴士公司 | 備註 |
| --------------------- | ---------------------------------------- | ------------------------ | -------------------- | -------- | ---- |
|                       | 荒古屋、醫大線                           | 泉局前、北澤又           | 荒古屋               | 福島交通 |      |
|                       | 泉局前                                   | 北澤又                   |                      | 福島交通 |      |
| 大笹生、醫大線        | 泉局前、萬世團地入口、大笹生             | 折戶                     |                      | 福島交通 |      |
| 中野線                | 泉局前、萬世團地入口、座頭町             | 堰場                     | 星期六及假日暫停服務 | 福島交通 |      |
| Momorin 2路線（大廻） | 保健福祉中心、文化中心入口、福島市政廳前 | 福島站東出口             |                      | 福島交通 |      |
|                       | 荒古屋、醫大線 大笹生、醫大線            | 福島站東出口、大町、中島 | 醫科大學前           | 福島交通 |      |
|                       | 福島站東出口                             | 大原綜合醫院             |                      | 福島交通 |      |
| Momorin 1路線（大廻） |                                          | 福島站東出口             |                      | 福島交通 |      |

## 特徴、其他
此站鄰近福島大學附屬小學，因此放學時間，前往笹谷方向的學生乘客較多。
車站西邊鄰接JR東日本東北本線。福島交通飯坂線、JR東日本東北本線、阿武隈急行與JR東日本東北新幹線於此站附近並行。
在2008年2月20日，福島交通計劃進行曾根田站車站大樓重建。重建為一座12層高的大廈。1樓是車站大樓和便利店，4樓是醫療商場，5樓至12樓是公寓。當中計劃2009年度中開始動工，預計在2010年度完工。可是隨著福島交通公司申請公司更生法（現時公司繼續適用同一法規下）和受到東日本大震災影響，計劃被凍結。

## 相鄰車站
福島交通
飯坂線
福島－曾根田－美術館圖書館前

## 注腳
1. 1 2 3  今尾惠介監修《日本鉄道旅行地図帳 2号 東北》新潮社，2008年，p.27
2. ↑  福島交通 - 新着情報 徒歩1分でMAXふくしま!!　曽根田駅をリニューアルしました（写真展も同時開催） （页面存档备份，存于）（日語）
3. ↑  福島市公共交通活性化基本計画PDF（日語） - 福島市，2012年，22頁
4. ↑  國土數値情報(不同車站上落客數據)2011-2015年  （页面存档备份，存于）（日語） - 國土交通省，國土數値情報(不同車站上落客數據)2018年  （页面存档备份，存于） - 國土交通省，2019年9月3日參閲

## 外部連結
- 福島交通 - 飯坂線 曾根田站 （页面存档备份，存于）（日語）